# 絹斑蝶
絹斑蝶（学名：Parantica aglea），又名姬小紋青斑蝶、姬小紋淡青斑蝶、小透翅斑蝶、透翅斑蝶。
絹斑蝶翅膀的底色為黑褐色，翅面上並覆有許多半透明的白色斑點及條狀細紋，雄蝶後翅臀區各有一枚黑色性標。本種舊有名稱疑誤導本種為青斑蝶屬（Tirumala），由於本種為絹斑蝶屬的模式種，足以作為絹斑蝶屬的代表種，故依照屬名稱本種為絹斑蝶。。

## 描述
本種為中小型斑蝶，雌雄外型差異不明顯。全身以黑褐色為主，頭、胸、足部帶有白色斑點與線條，腹背為褐色，腹面白色，側邊有模糊白色縱線，雌蝶腹側偏黃。雄蝶具黑色性標，雌蝶則無。
前翅長37-45 mm，呈三角形，翅端略突出；後翅圓形。翅膀背面為暗褐色，布有淡青白色半透明斑，帶光澤，基部為條狀，外側為斑點狀。Sc室常見淡青白細線，中室與後翅中室中有青白斑與黑線紋，常呈叉狀。翅腹面斑紋與背面相似，但底色較淺、斑紋較大，翅脈上散佈白色鱗片。緣毛為黑白相間。
雄蝶前足跗節癒合、匕狀、被毛；雌蝶跗節分節，具爪。

## 分佈
本種廣泛分布全島低中海拔山區，臺灣以外本種也分佈於大陸南部、中南半島、馬來半島等地

## 棲地
偏好出現於森林環境附近的荒地、林緣等處，其幼蟲取食鷗蔓屬、布朗藤等植物，為一年多世代的種類，成蝶喜好訪花。

## 外部連結
- 维基共享资源上的相關多媒體資源：絹斑蝶
- 維基物種上的相關：絹斑蝶